# MC Tali
MC Tali (* 1976 in Taranaki; eigentlich Natalia Sheppard, geborene Scott) oder kurz Tali ist eine neuseeländische Drum-and-Bass-Musikerin.

## Biografie
Natalia Scott wuchs auf der neuseeländischen Nordinsel in der Region Taranaki auf einer Farm auf. In den 1990er Jahren interessierte sie sich vor allem für Hip-Hop-Musik und begann als Rapperin. Nach einem gescheiterten Schauspielstudium ging sie an die National Academy of Singing and Dramatic Art nach Christchurch und entdeckte die Rave-Szene der Stadt für sich. Sie hatte eine Beziehung mit einem MC und nach und nach wurde sie selbst zum MC. Nach ihrem Abschluss startete ihre eigene Karriere als MC Tali. Schließlich ging sie nach Australien und machte sich als Drum-and-Bass-Musikerin einen Namen. In Melbourne bekam sie die Chance, vor dem britischen Produzenten Roni Size zu spielen und dieser lud sie ein, ihn in England zu besuchen. Sie wechselte nach Europa und wurde tatsächlich von Size für Full Cycle Records unter Vertrag genommen.
2002 schaffte sie es mit ihrer ersten Single Lyric on My Lip auf Anhieb in die britischen Charts. Ein Jahr später hatte sie mit High Hopes einen weiteren kleineren Charterfolg. Zu Beginn des folgenden Jahres wurde sie in die BBC-Prognose Sound of 2004 aufgenommen und erreichte unter den vielversprechendsten Musikern des Jahres Platz 9. Wenig später kam die dritte Single Blazin’ in den Singlecharts auf Platz 42 und die Wiederveröffentlichung von Lyric on My Lip als Titelsong ihres Debütalbums brachte ihr eine Top-40-Platzierung. Das Album war das erste eines weiblichen MCs.
Obwohl ihr keine weiteren Chartplatzierungen gelangen, zählt sie zu den erfolgreichsten Vertreterinnen des Genres. Sie tritt weltweit vor großem Publikum und auf großen Festivals wie dem in Glastonbury auf und gewann ab 2008 dreimal in Folge den Drum-n-Bass-Award für den besten weiblichen MC.

## Diskografie
Alben
- Lyric on My Lip (2004)
- Dark Days, High Nights (2011)
- Love & Migration (2018)

Lieder
- Lyric on My Lip (2002)
- High Hopes (All Over Now) (2003)
- Blazin’ (2004)
- Airport Lounge (2004)